# Milano-Sanremo 1925
La Milano-Sanremo 1925, diciottesima edizione della corsa, fu disputata il 29 marzo 1925, per un percorso totale di 286,5 km. Fu vinta dall'italiano Costante Girardengo, giunto al traguardo con il tempo di 10h50'00" alla media di 27,771 km/h davanti ai connazionali Giovanni Brunero e Egidio Picchiottino.
I ciclisti che partirono da Milano furono 66; coloro che tagliarono il traguardo a Sanremo furono 31.

## Ordine d'arrivo (Top 10)
| Pos. | Corridore           | Squadra           | Tempo     |
| ---- | ------------------- | ----------------- | --------- |
| 1    | Costante Girardengo | Wolsit-Pirelli    | 10h50'00" |
| 2    | Giovanni Brunero    | Legnano-Pirelli   | s.t.      |
| 3    | Pietro Linari       | Legnano-Pirelli   | a 15'00"  |
| 4    | Pietro Bestetti     | Wolsit-Pirelli    | a 22'00"  |
| 5    | Ezio Cortesia       | -                 | a 23'50"  |
| 6    | Giuseppe Pancera    | Aliprandi-Pirelli | s.t.      |
| 7    | Alfredo Dinale      | Legnano-Pirelli   | a 28'15"  |
| 8    | Marco Giuntelli     | Atala             | s.t.      |
| 9    | Nello Ciaccheri     | Legnano-Pirelli   | s.t.      |
| 10   | Aleardo Menegazzi   | -                 | a 33'20"  |